# Robert Douglas, 1. Viscount of Belhaven
Robert Douglas, 1. Viscount of Belhaven (* um 1574; † 14. Januar 1639 in Edinburgh) war ein schottischer Adliger, Höfling und Politiker.

## Leben
Er entstammte einer Nebenlinie des Clan Douglas und war der jüngere Sohn des Malcolm Douglas, 8. Laird of Mains (um 1540–1585), aus dessen Ehe mit Janet Cunningham.
Er hatte verschiedene Hofämter inne. So war er zeitweise Ehrenpage und Master of the Horse für Henry Frederick Stuart, Prince of Wales, Gentleman of the Bedchamber für Jakob VI. und Karl I., sowie Master of the Household für Karl I.
Am 7. Februar 1609 wurde er in Whitehall zum Knight Bachelor geschlagen. 1617 wurde er mit der feudalen Baronie Torthorwald belehnt. 1622 wurde er in den Kronrat (Privy Council) aufgenommen. 1624 wurde er Kämmerer und Vogt der feudalen Baronie 1624 und im selben Jahr mit dem feudalen Baronie Spott belehnt. 1634 erwarb er von Sir George Elphinstone of Blythswood die feudale Baronie Gorbals.
Am 12. Januar 1611 heiratete er in London Nicola Moray, Tochter des Robert Moray of Abercairney, die im November 1612 bei einer Fehlgeburt starb. Aus einer Beziehung mit Elizabeth Whalley hinterließ er zwei uneheliche Kinder, John Douglas († vor 1639) und Susan Douglas (um 1618–1684), die er 1631 legitimierte und denen er die feudale Baronie Gorbals vermachte. Susan heiratete 1636 Robert Douglas of Blackerston (* 1593).
Am 24. Juni 1633 wurde er in der als Viscount of Belhaven, of Belhaven in the County of Haddington, in die Peerage of Scotland erhoben und wurde dadurch Mitglied des schottischen Parlaments. Er starb 1639 in Edinburgh und wurde in Holyrood Abbey bestattet. Da er keine ehelichen männlichen Nachkommen hatte, erlosch sein Adelstitel mit seinem Tod.